# 星光大剧院
星光大剧院（英语：Star Cinema）是凤凰卫视联合国家大剧院合作开办的一档艺术类节目，节目记录世界各著名演出团体和艺术家的出场，并采访各演出团体和艺术家，通过纪录、访谈、表演和互动等元素，打造综合型的艺术类栏目。
本节目原名《大剧院零距离》，主持人为周瑛琦、沈星，2012年加入《博览大文化》时段；2013年起再次成为独立节目，更名为《星光大剧院》，2014年改为田桐主持。

## 冠名
本节目2012年及之前由TCL集团冠名。

## 播出时间[1]
- 凤凰卫视中文台：香港时间星期日10:05-10:25首播，星期一00:10-00:30、15:25-15:45重播
- 凤凰卫视美洲台：美国西岸时间星期日01:40-02:05首播，14:45-15:10重播
- 凤凰卫视欧洲台：伦敦时间星期日20:00-20:25首播，星期一01:30-01:55、星期六10:05-10:25重播
- 凤凰卫视澳洲版：悉尼时间星期一05:00-05:25首播，10:30-10:55重播

## 节目内容
本节目在开播之初，主要记录世界各著名演出团体和艺术家在国家大剧院的出场，而在2013年起，节目除记录国家大剧院的出场外，还会记录其他演出地点的出场。

## 外部連結
- 节目官網 （页面存档备份，存于）